# ابراهیم سامادوف
ابراهیم سامادوف (انگلیسی: Ibragim Samadov; {{birth date|1968|7|18}) وزنه‌بردار اهل روسیه بود.
وی در مسابقات کشوری و بین‌المللی در مجموع برندهٔ ۲ مدال طلا شده‌است.